# Microtityus trinitensis
Espèce
Microtityus trinitensis est une espèce de scorpions de la famille des Buthidae.

## Distribution
Cette espèce est endémique de Cuba. Elle se rencontre dans les provinces de Sancti Spíritus, de Ciego de Ávila, de Camagüey, de Las Tunas et de Holguín.

## Étymologie
Son nom d'espèce, composé de trinit[a] et du suffixe latin -ensis, « qui vit dans, qui habite », lui a été donné en référence au lieu de sa découverte, Trinidad.

## Publication originale
- Armas, 1974 : « Escorpiones del Archipielago Cubano. 2. Hallazgo de genero Microtityus (Scorpionida: Buthidae) con las descripciones de un nuevo subgenero y tres nuevas especies. » Poeyana, no 132, p. 1-26.